# Telescopio nazionale Galileo
Il telescopio nazionale Galileo (TNG) è un telescopio di 3,58 metri di diametro situato sulla sommità dell'isola di San Miguel de La Palma (o, più semplicemente, La Palma), ed è il più importante strumento ottico della comunità astronomica italiana. Dal 2005 la "Fundación Galileo Galilei, Fundación Canaria" (FGG) gestisce il telescopio per conto dell'Istituto nazionale di astrofisica (INAF). Il TNG fa parte del complesso di telescopi che compongono l'osservatorio del Roque de los Muchachos, uno dei più importanti dell'emisfero nord. Il codice MPC dell'osservatorio è Z19.
Le osservazioni presso il TNG possono essere proposte attraverso il Comitato italiano di assegnazione del tempo (in inglese Time Allocation Committee, TAC), il quale distribuisce, in base solamente al merito scientifico delle proposte, il 75% del tempo disponibile. Il restante 25% del tempo è a disposizione della comunità astronomica spagnola ed internazionale. Il TNG è aperto a nuove proposte osservative due volte all'anno, tipicamente in marzo-aprile ed in settembre-ottobre.

## Caratteristiche tecniche

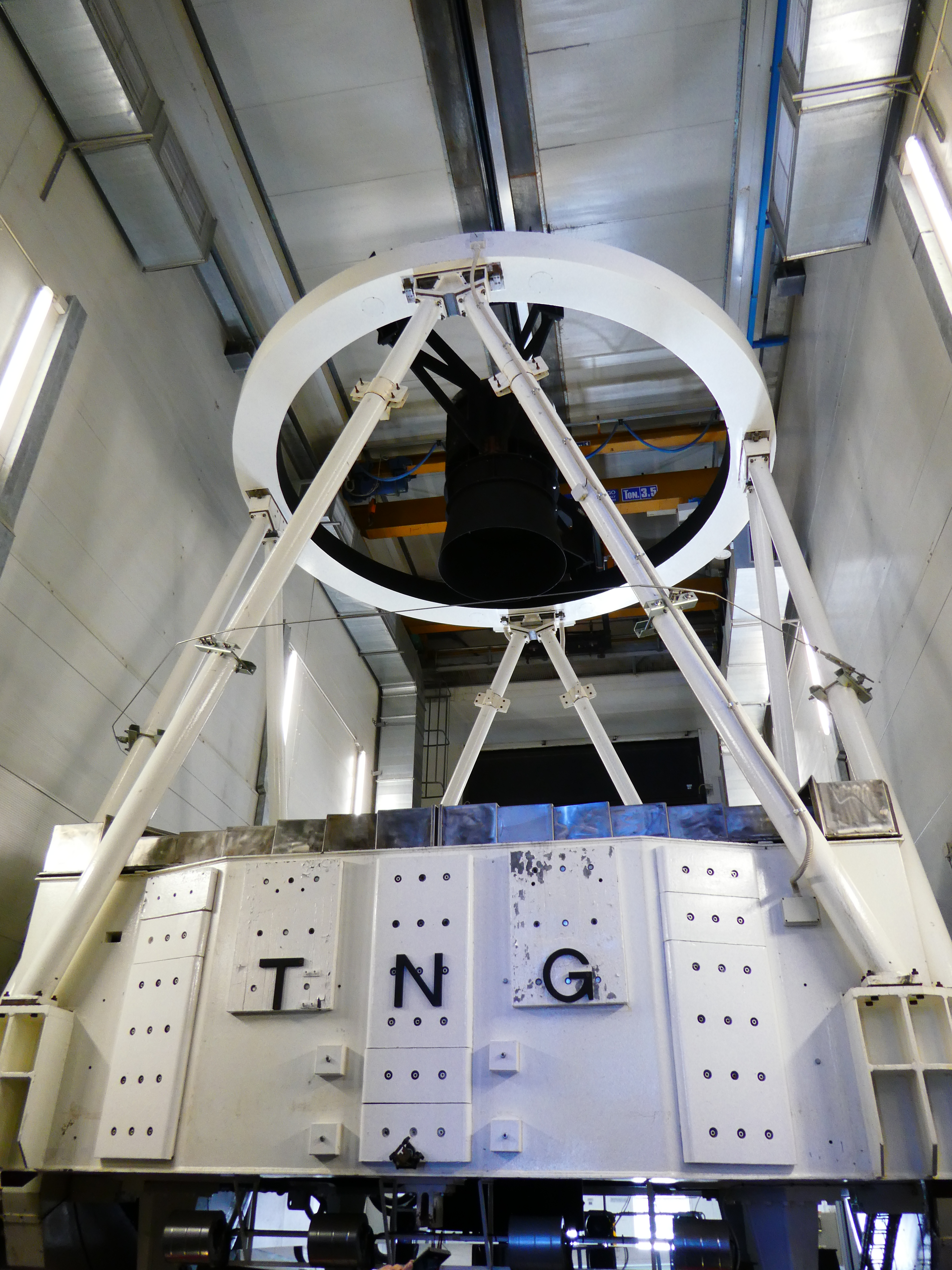
Interno

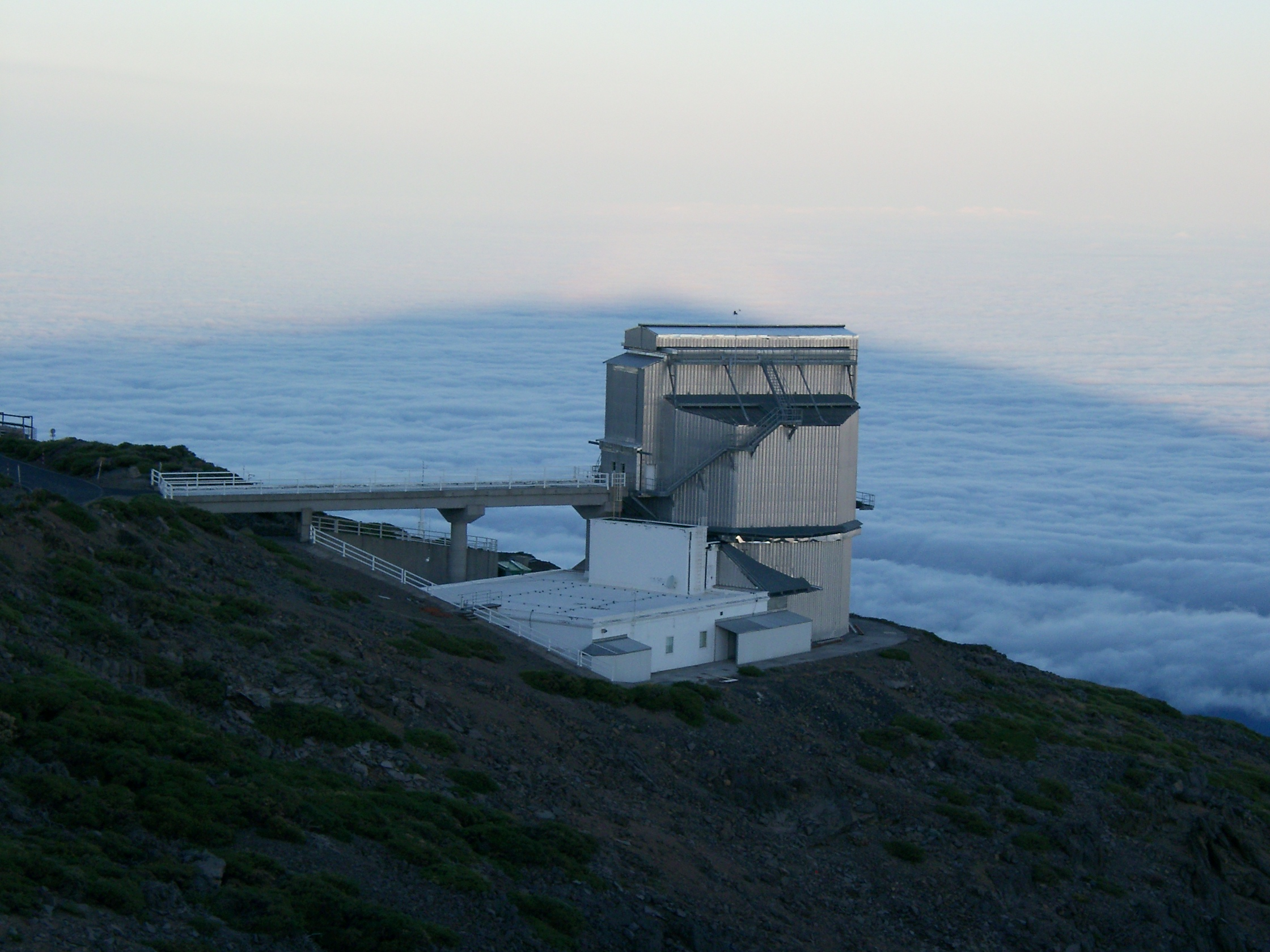
Cupola del telescopio con alle spalle un "mare" di nuvole

Il TNG è un telescopio riflettore, dotato di una montatura altazimutale, con una configurazione ottica Ritchey-Chrétien. Lo specchio primario ha un diametro di 3,58 metri ed una lunghezza focale di 38,5 metri (f/11), il secondario ha un diametro di 0,875 metri. Vi è altresì uno specchio terziario piano che ha lo scopo di dirigere il fascio luminoso verso uno dei due fuochi Nasmyth del telescopio.
Esso è basato sullo stesso progetto del New Technology Telescope (NTT) dell'ESO (situato in La Silla, Cile). Pertanto, la qualità ottica del telescopio è assicurata da un sistema di ottiche attive, che esegue correzioni in tempo reale delle componenti ottiche compensando, in particolare, le deformazioni dello specchio primario. Tuttavia, a differenza dell'NTT, il TNG è stato a lungo dotato anche di un sistema di ottica adattiva che permetteva al telescopio di lavorare al limite di diffrazione nelle notti in cui la turbolenza atmosferica era più contenuta.
L'interfaccia tra la montatura del telescopio ed i rivelatori è fornita da due adattatori/derotatori, uno per fuoco Nasmyth. La loro funzione è quella di compensare la rotazione di campo attraverso una contro-rotazione meccanica. La migliore qualità del TNG è che tutti i rivelatori sono permanentemente montati al telescopio. Ciò garantisce una notevole flessibilità di osservazione, visto che è possibile cambiare strumento durante la notte con una perdita di tempo limitata a pochi minuti.
La scienza basata su dati osservativi ottenuti al TNG è molto varia. Si va da studi di pianeti e corpi minori del sistema solare a ricerche di interesse cosmologico (struttura a grande scala dell'Universo, sistemi di galassie).

## Strumentazione
Attualmente (2021) il TNG è equipaggiato con 5 strumenti:
- HARPS-N ("High Accuracy Radial velocity Planet Searcher"), uno spettrografo echelle dedicato alla ricerca di pianeti extrasolari;
- DOLoRes ("Device Optimized for the Low Resolution"), fotocamera CCD e spettrografo a bassa risoluzione per osservazioni nel visibile;
- NICS ("Near Infrared Camera Spectrometer"), fotocamera e spettrografo per osservazioni nel vicino infrarosso;
- GIANO, spettrografo ad alta risoluzione per osservazioni nel vicino infrarosso;
- SiFAP2 ("Silicon Fast Astronomical Photometer and Polarimeter"), fotometro rapido per osservazioni nel visibile.

Strumenti dismessi:
- SARG ("spettrografo ad alta risoluzione del Galileo"), spettrografo per osservazioni nel visibile;
- OIG ("Optical Imager Galileo"), una fotocamera CCD destinata alle immagini ottiche ad alta risoluzione;
- Speckle camera, per osservazioni nel visibile al limite di diffrazione del telescopio;
- AdOpt@TNG, sistema di ottica adattiva che, accoppiato a NICS, lavora nel vicino infrarosso.

## Risultati scientifici rilevanti
- Tra i risultati di rilievo ottenuti con l'utilizzo del TNG vi è la scoperta nel mezzo interstellare della molecola del naftalene, una delle più complesse molecole organiche mai individuate nello spazio. Questa scoperta suggerisce che molti componenti chiave nella chimica terrestre prebiotica potrebbero essere stati presenti nel mezzo interstellare dal quale si è formato il sistema solare.[1]
- Nell'aprile 2009, dati infrarossi ottenuti con il TNG hanno permesso di determinare il redshift di GRB 090423, che è risultato essere pari a 8.1. L'oggetto è stato quindi identificato come il più lontano Gamma ray burst mai osservato dalla Terra.[2]
- Nell'ottobre del 2013, il consorzio internazionale che dirige lo strumento HARPS-N ha pubblicato, sulla prestigiosa rivista Nature, i risultati della caratterizzazione del pianeta extrasolare Kepler-78b. L'esopianeta è risultato essere, per massa e dimensioni, il più simile alla Terra tra quelli conosciuti fino a quella data.[3]
- Durante tre notti del 2016, tramite lo spettrografo nel vicino infrarosso GIANO, è stata confermata la presenza di metano nell'atmosfera del pianeta gioviano caldo HD 102195 b, sostanza chimica individuata per la prima volta con successo su un esopianeta.[4]
- Nel 2017, in collaborazione con il telescopio spaziale XMM-Newton è stata osservata l’emissione contemporanea di impulsi di luce visibile e raggi X proveniente da una pulsar. L'oggetto, denominato PSR J1023 + 0038, è la risultante di una stella di grande massa giunta alla fine del suo ciclo evolutivo.[5]
- Nel marzo 2018 è stato annunciato[6] che il telescopio ha rilevato la presenza di molecole d'acqua nell'atmosfera del pianeta extra-solare HD 189733 b, un gigante gassoso simile a Giove scoperto nel 2005 che orbita intorno alla stella HD 189733 A.[7]
- Nel 2018, tramite lo spettrografo HARPS-N, è stata confermata la presenza di titanio e ferro allo stato gassoso nell’atmosfera del pianeta KELT-9b,  per effetto dell’altissima temperatura presente su di esso.[8] Negli studi sulla stella Kelt-9 non corrispondevano le misure della velocità radiale, ma, grazie allo spettrografo, si è scoperto che tali imperfezioni erano date dall'alta presenza di ferro nell'atmosfera, in un effetto Rossiter-McLaughlin.[9]